# 캠퍼스 레전드 2
《캠퍼스 레전드 2》(영어: Urban Legends: Final Cut 혹은 영어: Urban Legend 2)는 미국에서 제작된 2000년 슬래셔 영화이다. 존 오트먼의 감독 데뷔작이다. 제니퍼 모리슨 등이 출연하였고, 닐 H. 모리츠 등이 제작에 참여하였다. 1998년 영화 《캠퍼스 레전드》 속편이며, 2005년에 속편 《캠퍼스 레전드 3》이 나왔다.

## 출연진
- 제니퍼 모리슨 - 에이미 메이필드 역
- 매슈 데이비스 - 트래비스 스타크 / 트레버 스타크 역
- 하트 보크너 - 솔로몬 교수 역
- 로레타 더바인 - 리스 윌슨 역
- 조이 로런스 - 그레이엄 매닝 역
- 에바 멘데스 - 버네사 밸디언 역
- 제시카 코피얼 - 샌드라 퍼트루지 역
- 앤슨 마운트 - 토비 벨처 역
- 앤서니 앤더슨 - 스탠 워싱턴 역
- 마이클 버콜 - 더크 레이놀즈 역
- 마르코 호프슈나이더 - 사이먼 야부스코 역
- 저신다 배럿 - 리사 역
- 척 캠벨 - 비행기의 기크 역
- 야니 겔먼 - 롭 역
- 리베카 게이하트 - 브렌다 베이츠(간호사) 역 (카메오 출연, 크레디트 미기재)

## 기타 제작진
- 공동 제작: 마이클 맥도널
- 배역: 랜디 힐러
- 미술: 마크 주얼스키